# J'ai rêvé sous l'eau
Pour plus de détails, voir Fiche technique et Distribution.
J'ai rêvé sous l'eau est un drame français réalisé par Hormoz, sorti en 2008.

## Synopsis
Le film retrace la quête d'Antonin, vingt ans, à la recherche d'une émotion qui le fera basculer dans l'âge adulte.
Le jeune homme se réfugie souvent dans des dérivatifs violents à son existence en forme de no man's land : drogue dure et sexe. Cette quête d'absolu le mène jusqu'à la prostitution…

## Fiche technique
- Réalisation : Hormoz
- Scénario : Hormoz et Philippe Arrizabalaga
- Photographie : Sébastien Joffard
- Montage : Franck Nakache
- Musique : David Kelly
- Pays d’origine :  France
- Genre : drame
- Durée : 99 minutes
- Date de sortie : 
  - France - 2008

## Distribution
- Hubert Benhamdine : Antonin
- Caroline Ducey : Juliette
- Christine Boisson : Fabienne
- Hicham Nazzal : Baptiste
- Franck Victor : Alex
- Hélène Michel : Babsi
- Eva Ionesco
- HPG : le déménageur